# Edward Józef Kiedos
Edward Józef Kiedos (Wieluń, 18 de março de 1961) é um político da Polónia. Ele foi eleito para a Sejm em 25 de setembro de 2005 com 6016 votos em 11 no distrito de Sieradz, candidato pelas listas do partido Autodefesa da República da Polônia.